# مشک‌آباد بالا
مشک‌آباد بالا، روستایی از توابع بخش گیل‌خوران شهرستان جویبار در استان مازندران ایران است.

## جمعیت
این روستا در دهستان لاریم قرار داشته و براساس آخرین سرشماری مرکز آمار ایران که در سال ۱۳۸۵ صورت گرفته، جمعیت آن ۸۴ نفر (۲۶خانوار) بوده‌است.